# Jerzy Broszkiewicz
Jerzy Broszkiewicz est un prosateur, dramaturge, essayiste et publiciste polonais né le 6 juin 1922 à Lviv et mort le 4 octobre 1993 à Cracovie.
Il est l'auteur d'ouvrages (notamment de biographies, de romans moraux et de science-fiction) s'adressant à la fois aux lecteurs plus âgés et aux enfants et adolescents.